# サンバ de トリコ!!!
「サンバ de トリコ!!!」（サンバ デ トリコ!!!）は、ヒャダインの5枚目のシングル。2012年8月8日にLantisから発売された。

## 概要
前作「Start it right away」から約3ヶ月ぶりのリリースであり、ヒャダイン単独名義では2012年2作目のシングル。
表題曲「サンバ de トリコ!!!」は、テレビアニメ『トリコ』のエンディングテーマとして使用された。また、PVが制作されており前作同様ニコニコ動画内の自身の公式アカウント上で2012年7月12日にアップロードされた。振付は南流石が担当、流石組がダンサーとしてPVに参加している。ヒャダインは自身のブログで、「キャッチーで楽しい振付になりました」と記している。
本作の初回限定版にはDVDが同梱されており、「サンバ de トリコ!!!」のPVが収録されている。

## 収録曲
（全作詞・作曲・編曲：前山田健一）
1. サンバ de トリコ!!!
  - テレビアニメ『トリコ』エンディングテーマ
2. 君と中古車とラジオショウ
3. はみがき
4. サンバ de トリコ!!!（OFF VOCAL）
5. 君と中古車とラジオショウ（OFF VOCAL）
6. はみがき (OFF VOCAL)

DVD（初回限定盤のみ）
1. サンバ de トリコ!!!　Music Clip
2. メイキング・オブ・"サンバ de トリコ!!!"